# Bộ Yêu (幺)
Bộ Yêu, bộ thứ 52 có nghĩa là "nhỏ nhắn" là 1 trong 31 bộ có 3 nét trong số 214 bộ thủ Khang Hy.
Trong Từ điển Khang Hy có 50 chữ (trong số hơn 40.000) được tìm thấy chứa bộ này.

## Tự hình Bộ Yêu (幺)

Kim văn
Tiểu triện

## Chữ thuộc Bộ Yêu (幺)
| Số nét bổ sung | Chữ       |
| -------------- | --------- |
| 0              | 幺/yêu/   |
| 1              | 幻/huyễn/ |
| 2              | 幼/yếu/   |
| 6              | 幽/u/     |
| 9              | 幾/cơ/    |